# Даув, Симон Иоханнес ван
Симон Иоханнес ван Даув, Симон Йоханнес ван Доу (нидерл. Simon Johannes van Douw, Simon Johannes van Dou, Simon van Dou, Simon van Douw, Simon Johannes van Douwen; 1630, Антверпен — 1677, Антверпен) — фламандский рисовальщик и живописец. Художник Золотого века Нидерландов. Работал в Антверпене, Мидделбурге, а также в Роттердаме (Голландия). Писал животных, главным образом лошадей, сцены охоты. Работал в батальном жанре.

## Биография
Точных сведений о месте и времени рождения художника не сохранилось. Возможно, он родился в Антверпене. Неизвестно, у кого он обучался живописи. В 1655 году он стал мастером антверпенской Гильдии Святого Луки. В 1656 году женился на Йоханне Сульмакерс. Неизвестно, была ли она родственницей пейзажиста Яна Франса Сульмакерса. С этого же года у него появились ученики.
1 ноября 1656 года Даув стал членом Гильдии Святого Луки в Мидделбурге, где работал до сентября 1657 года. В 1659 году зарегистрирован в Роттердаме. Здесь его называли «бюргером и художником», поскольку он участвовал в продаже собственного дома в 1666 году. В Роттердаме художник жил до 1677 года. С 1666 года — в Антверпене, возможно, работал в Роттердаме и Антверпене одновременно. Его последняя зарегистрированная работа датируется 1677 годом. В точности неизвестно, где и когда он умер, предположительно в Антверпене.
Среди его учеников были Питер ван Блумен и Карел Фонтейн. В 1664 году Симон ван Даув основал в Антверпене школу живописи батальных сцен. В этой школе участвовали Питер ван Блумен, Фрaнк Валк и Питер Верпоортен.

## Творчество
Самые известные работы художника датируются 1654—1677 годами. Вначале он в основном рисовал и писал кавалерийские стычки и сражения. Позднее перешёл к сюжетам рынка лошадей и крупного рогатого скота и сценам охоты. Его ранние работы стилистически связаны с традицией так называемой «кабинетной живописи» в Антверпене. Это заметно по сценичности композиции, традиционной колористической организации живописного пространства по трём пространственным планам: переднему коричневатому, второму зеленоватому и третьему, дальнему в голубовато-серых тонах и «атмосферной палитре». В более поздних работах на его творчество всё более влиял Филипс Вауверман.
Даув прославился точными изображениями животных, особенно лошадей. Он часто рисовал живых лошадей на скачках. Нет никаких доказательств того, что он посещал Италию, но его воображаемые пейзажи выполнены «в итальянском стиле» и часто изображают классические руины. Как правило, они включают в себя большое количество фигур и занятных бытовых сценок: людей, занятых торговлей и играми, развлекающихся в таверне или пасущих стадо. Некоторые картины, например «Каприччио в итальянском стиле с рыночной сценой» напоминают работы римских художников из круга бамбоччанти.
В Санкт-Петербургском Эрмитаже имеются две картины ван Даува: «Привал охотников» и «Всадники среди развалин».

## Галерея

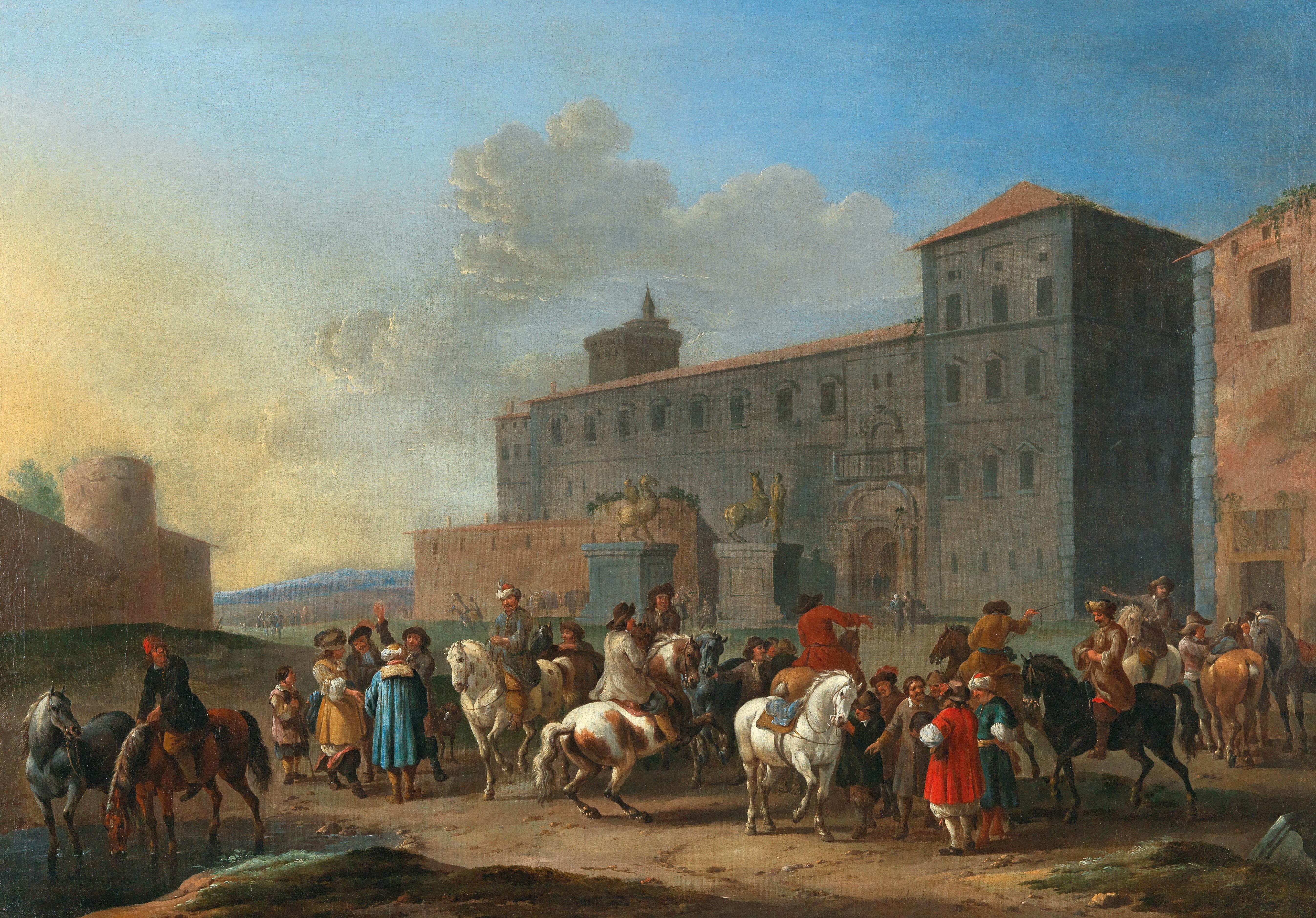
Лошадиный рынок на Квиринальской площади в Риме. Между 1654 и 1677 гг. Дерево, масло. Частное собрание
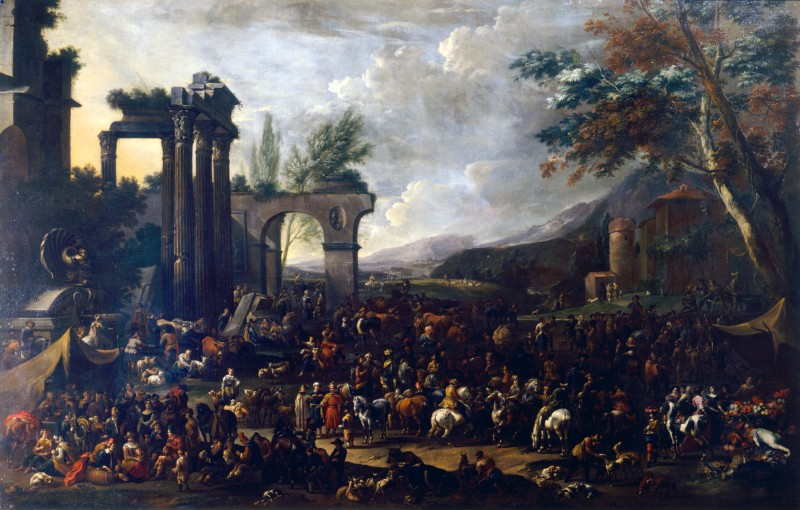
Каприччио в итальянском стиле с рыночной сценой. Холст, масло. Фонд Карипло, Италия
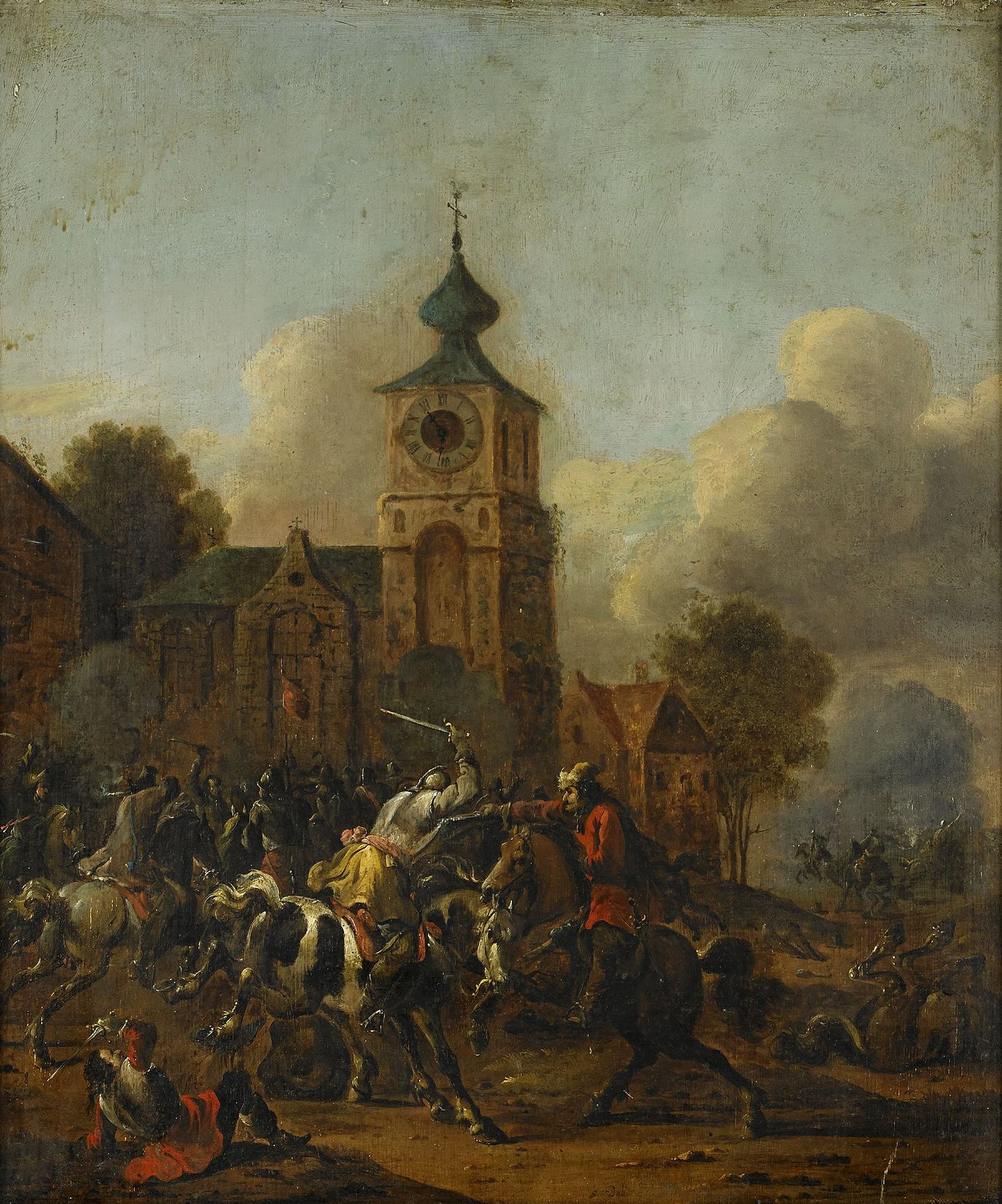
Боевая схватка перед церковью. Между 1654 и 1677 гг. Дерево, масло. Частное собрание
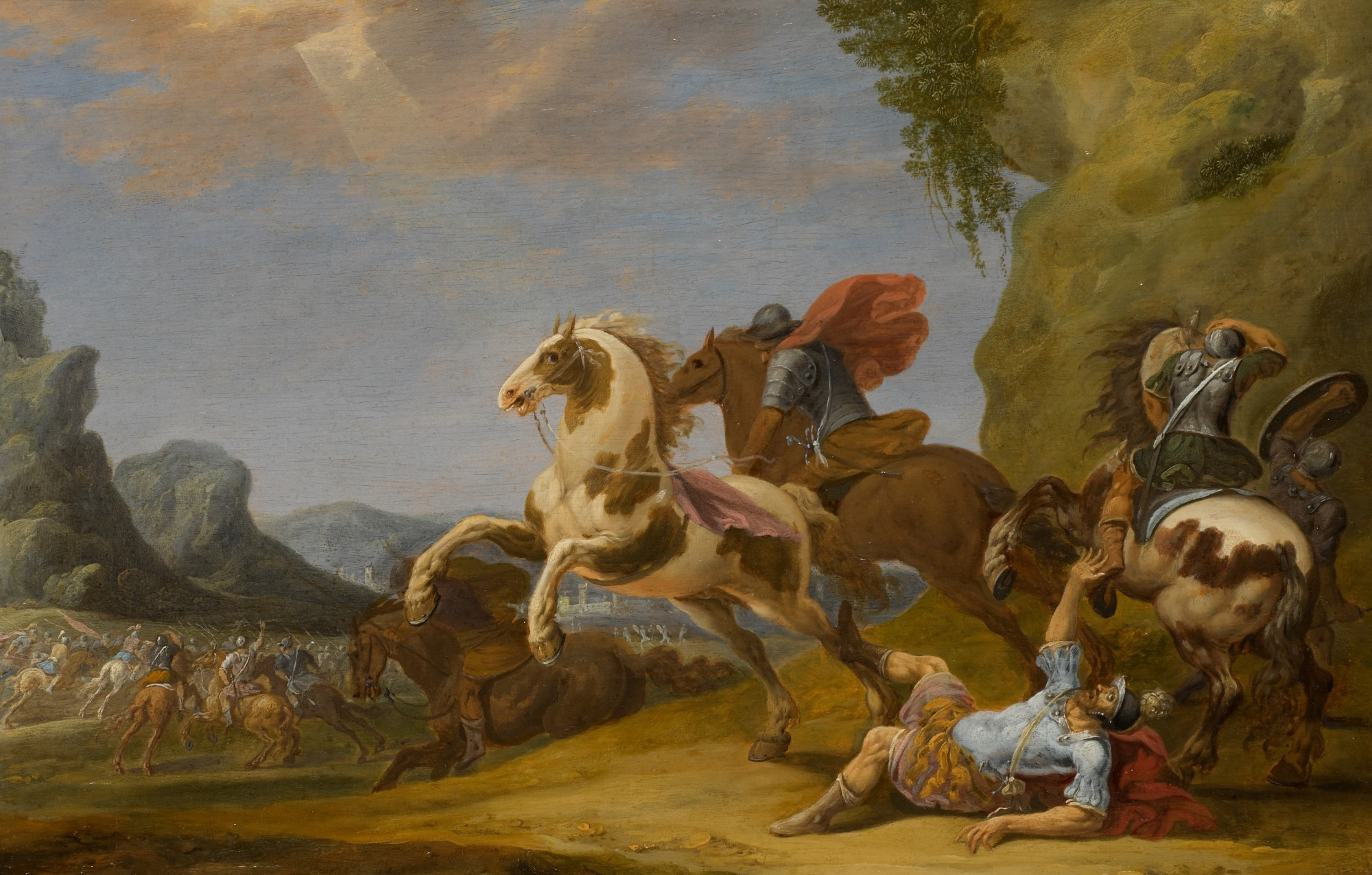
Падение Саула. Между 1654 и 1677 гг. Дерево, масло. Частное собрание
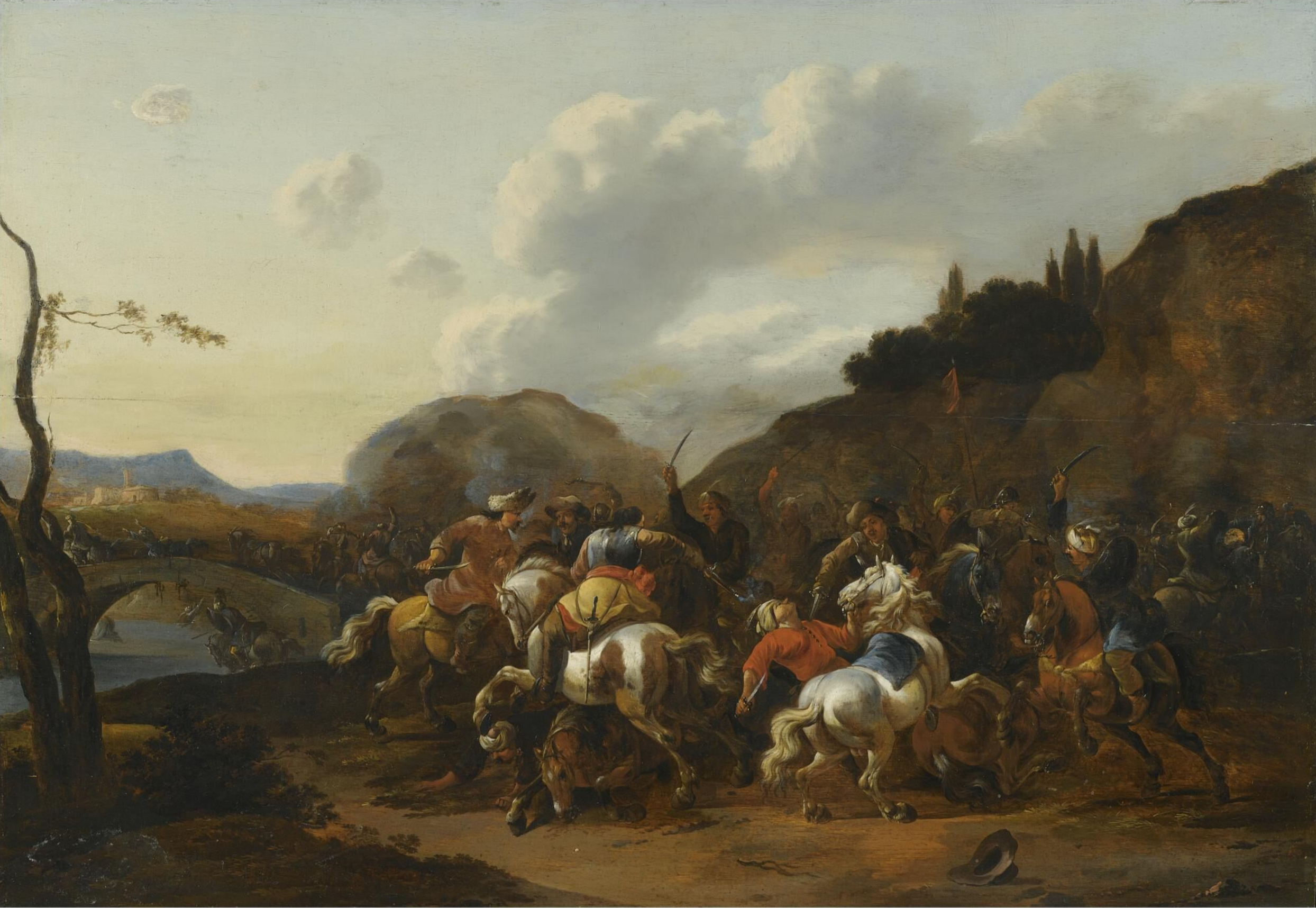
Стычка между христианами и турками. Между 1654 и 1677 гг. Дерево, масло. Частное собрание